# Gârleni
Gârleni è un comune della Romania di 6 742 abitanti, ubicato nel distretto di Bacău, nella regione storica della Moldavia.
Il comune è formato dall'unione di 6 villaggi: Gârlenii de Sus, Lespezi, Paladești, Răcilă, Satu Nou, Șurina.